# Crystallogobius linearis
A Crystallogobius linearis a csontos halak (Osteichthyes) főosztályának a sugarasúszójú halak (Actinopterygii) osztályába, ezen belül a sügéralakúak (Perciformes) rendjébe, a gébfélék (Gobiidae) családjába és a Gobiinae alcsaládjába tartozó faj.
Nemének egyetlen faja.

## Előfordulása
A Crystallogobius linearis előfordulási területe az Atlanti-óceán keleti felén van; a norvégiai Lofotenektől a Gibraltári-szorosig és a Madeira-szigetekig. A Földközi-tengerben is vannak állományai.

## Megjelenése
Ez a halfaj általában 3,9 centiméter hosszú, de 4,7 centiméteresre is megnőhet. Hátúszóján 2-3 tüske van. Nagy mértékű nemi kétalakúság jellemzi a Crystallogobius linearist, tehát a két különböző nemű példány kinézetre nagyon eltér egymástól. A hímnek jól kifejlett szemfogai vannak; az összenőtt hasúszókból lett tapadókorong teljes és mély; az elülső hátúszója kicsi, csak két sugarú. A nőstény tapadókorongja viszont kicsi vagy hiányos; az elülső hátúszója pedig hiányzik vagy csak kezdetleges. 30(29-31) csigolyája van.

## Életmódja
Mérsékelt övi gébféle, amely a tengerek fenekén él. Akár 400 méteres mélységben is megtalálható. Nem vándorol. A hím az ívási időszakban fenéklakó és területvédő. A homokos, iszapos és törmelékes aljzatot kedveli. Az árapály térségben is fellelhető. Tápláléka állati plankton.
Legfeljebb 1 évig él.

## Szaporodása
A Crystallogobius linearis egyévesen válik ivaréretté. A nőstény az ikrákat a csőférgek (Canalipalpata) elhagyott csöveibe rakja azután pedig elpusztul. A hím őrzi és gondozza őket kikelésükig, azután ő is elpusztul. Az ikrák körtealakúak.

## Felhasználása
A Crystallogobius linearisnak nincs halászati értéke.